# 百花繚乱/疾走れ!ミライ
『百花繚乱／疾走れ！ミライ』（ひゃっかりょうらん／はしれミライ）は、2014年10月15日にloversoul music & associatesから発売されたGLAYの通算51作目のシングル。13枚目のアルバム『MUSIC LIFE』の先行シングル。

## 概要
前作「BLEEZE 〜G4・III〜」に続く20th Anniversary Year第2弾シングルで、ダブルAサイドシングルとしてリリースされる。本作がオリコン週間シングルランキング6位を獲得したため、テレビアニメ『ダイヤのA』の主題歌としては初のオリコントップ10入りを果たしたことになる。
「百花繚乱」はTAKUROが手がけ、「疾走れ！ミライ」は前作「BLEEZE」に続いてTERUが担当。うち、「疾走れ！ミライ」は、テレビアニメ『ダイヤのA』オープニングテーマに起用される。GLAYの楽曲がアニメタイアップになるのは、1999年に「サバイバル」が、アニメ『KAIKANフレーズ』オープニングテーマに起用されて以来、実に15年振りとなる。また、2014年7月29日に都内レコーディングスタジオにファン30名を招き、アコースティックバージョンで披露された初のスタジオセッション音源4曲と11月5日リリースの13枚目のアルバム『MUSIC LIFE』のダイジェスト音源も収録される。
発売形態は、CD＋DVD盤、CD Only盤に加え、アニメイト購入限定「ダイヤのA」コラボ特典として、「GLAY TERU×「ダイヤのA」SPECIAL TALK CD」も付く（予約/先着購入特典のため、無くなり次第終了）。DVDには、「百花繚乱」「疾走れ！ミライ」のミュージック・ビデオ及びメイキングに加え、前述のスタジオセッションのライブ映像が収録される。
ジャケットは、表側の「百花繚乱」がミュージック・ビデオ出演時と同じスーツを着たメンバー4人が写っているのに対し、裏側の「疾走れ！ミライ」が、『ダイヤのA』の原作者・寺嶋裕二が描き下ろしたイラストとなっている。
また、G-DIRECTを始めとした対象店舗（脚注参照）で予約すると、2014年9月16日にCD予約者限定で開催される「GLAY EXPO 2014 前夜祭〜胸がざわめくZepp Tokyo〜」のチケット抽選エントリー用のシリアルナンバーがもらえる（2014年9月8日 23:00 締切）。

## 収録曲

### CD
1. 百花繚乱
  - 作詞・作曲：TAKURO / 編曲：GLAY & SEIJI KAMEDA

テレビ東京系『ヨソで言わんとい亭〜ココだけの話が聞ける（秘）料亭〜』エンディングテーマ[6]。KBCテレビ『V3』11月度オープニングテーマ[7]。
オフィシャルでは、「現代社会に対する風刺など革新的な内容を題材にしたストレートで”ヤバい”歌詞になっており、ヘビィなロックサウンドが印象的な楽曲」と紹介[1]。ネット上でも「ヤバい」曲と話題になった[8][9]。また、テレビ東京系のTVアニメ「おそ松さん」の第5話でも、本曲を思わせるフレーズが使用されていた[10]。
ドラムに、ZAZEN BOYSの松下敦が参加している（ただし、ミュージック・ビデオは、永井利光が出演）。
TERUは本曲を歌った際、「言葉のテンポ感だとかの部分では歌っていて楽しく、きっちり理詰めで言葉がメロディーにハマった時の気持ちよさがあった。」と語っている[11]。
ミュージック・ビデオは、バンドサウンドを全面に生かした疾走感溢れる演奏シーンと、アニメーションで構成され、コミカルなGLAYメンバーが見られるシーンも盛り込まれた仕上がりになっている[12]。
2. 疾走れ！ミライ
  - 作詞・作曲：TERU / 編曲：GLAY & SEIJI KAMEDA

テレビ東京系アニメ『ダイヤのA』オープニングテーマ[1]。2014年8月に開催されたツアー「GLAY LIVE TOUR 2014 TOHOKU」にて、先行で披露されていた[1]。
楽曲を手がけたTERU自身も『ダイヤのA』のファンである事を公言しており、タイアップが実現した。そのため、「大好きで読んでいた『ダイヤのA』のテーマソングを、まさかGLAYが担当させてもらえるとは思っていなかったので、本当に嬉しいです。」とコメントしている[1]。
歌詞は第1話の「運命の一球」から読み直して、本作のイメージに沿って書き下ろされた[1]。サウンドもGLAYらしい疾走感溢れる爽快なロックサウンドで、アニメの世界観にマッチした楽曲となっている[1]。
原題は「終わらない未来」で、その前は「四分の一」と言うタイトルで、当初はGLAY4人のうちの一人の夢を追いかけた歌を書きたいと思い、「僕がいつか月に行きたい」という歌詞だった[11]。しかし、アニメの主題歌が決定し、歌詞も青春を歌うような曲にしたいと考え、書き換えたとTERUが語っている[11]。
ミュージック・ビデオは、GLAYメンバーの故郷の函館で撮影され、楽曲の歌詞に基づいたストーリー仕立ての内容となっており、随所にデビュー前のGLAYにまつわるネタ等が盛り込まれている[13]。また、3年B組金八先生に出演していた鈴木正幸が、金八先生終了後に再び大森巡査として出演している。
2018年には、「北海道日本ハムファイターズ誕生15thプロジェクト」オフィシャルテーマソングとして、「FIGHTERS」の歌詞が挿入されたスペシャルバージョンが使用されたが、市販音源化されていない。
3. BLEEZE 〜スタジオセッションVer〜
  - 作詞・作曲：TERU / 編曲：GLAY & SEIJI KAMEDA

原曲に比べてキーが下がり、アレンジが大幅に変わったバージョン。歌詞も終盤で新たに2行が追加されており、TERU曰く「歌詞の最後のひと言で、言いたいことが明確になる。」と述べている[11]。アルバム『MUSIC LIFE』でも、歌詞が追加されたバージョンで収録された。
4. 外灘SAPPHIRE 〜スタジオセッションVer〜
  - 作詞・作曲：TAKURO / 編曲：GLAY & SEIJI KAMEDA
5. 黒く塗れ！ 〜スタジオセッションVer〜
  - 作詞・作曲：HISASHI / 編曲：GLAY & SEIJI KAMEDA
6. YOU 〜スタジオセッションVer〜
  - 作詞・作曲：JIRO / 編曲：GLAY & SEIJI KAMEDA
7. 「MUSIC LIFE」予告編
アルバム『MUSIC LIFE』の予告編。収録曲は順に「MUSIC LIFE」「百花繚乱」「BLEEZE (ALBUM VER.)」「祭りのあと」「TILL KINGDOM COME」「Only Yesterday」「DARK RIVER」「浮気なKISS ME GIRL」「妄想コレクター」「疾走れ！ミライ」「Hospital pm9」「MUSIC LIFE」。

### DVD
- 「百花繚乱」MUSIC VIDEO
- 「百花繚乱」MUSIC VIDEO MAKING
- 「疾走れ！ミライ」MUSIC VIDEO
- 「疾走れ！ミライ」MUSIC VIDEO MAKING
- 〜Studio　Session〜

1. 外灘SAPPHIRE
2. 黒く塗れ！
3. YOU
4. BLEEZE

### GLAY TERU×「ダイヤのA」SPECIAL TALK CD
アニメイト購入限定「ダイヤのA」コラボ特典CD。TERUと本アニメの登場人物の声を担当している逢坂良太（沢村栄純役）、櫻井孝宏（御幸一也役）の3人によるトークを約25分収録。

## 収録アルバム
百花繚乱
- MUSIC LIFE

疾走れ! ミライ
- MUSIC LIFE
- DRIVE 2010〜2026 -GLAY complete BEST

## 参加ミュージシャン
- ATSUSHI MATSUSHITA（M1・ドラムス）
- TOSHI NAGAI（M2、M3、M4、M5、M6・ドラムス）
- JUN☆MURAYAMA（M2・ピアノ、キーボード）
- YASUTAKA TOYODA (makotoya) （M2・マニピュレーター）